# Gajang
Das Gajang ist ein Schwert aus Indonesien.

## Beschreibung
Das Gajang hat eine gebogene, einschneidige Klinge. Die Klinge ist vom Heft zum Ort fast gleich breit. Der Klingenrücken und die Schneide sind gekrümmt. Der Ort läuft spitz zu. Das Heft hat kein Parier und besteht in der Regel aus Holz. Am Knauf ist es kugelförmig gearbeitet. Die Scheiden bestehen aus Holz und sind einfach gefertigt. Das Gajang wird von Ethnien aus Indonesien benutzt.